# Ordigno esplosivo improvvisato

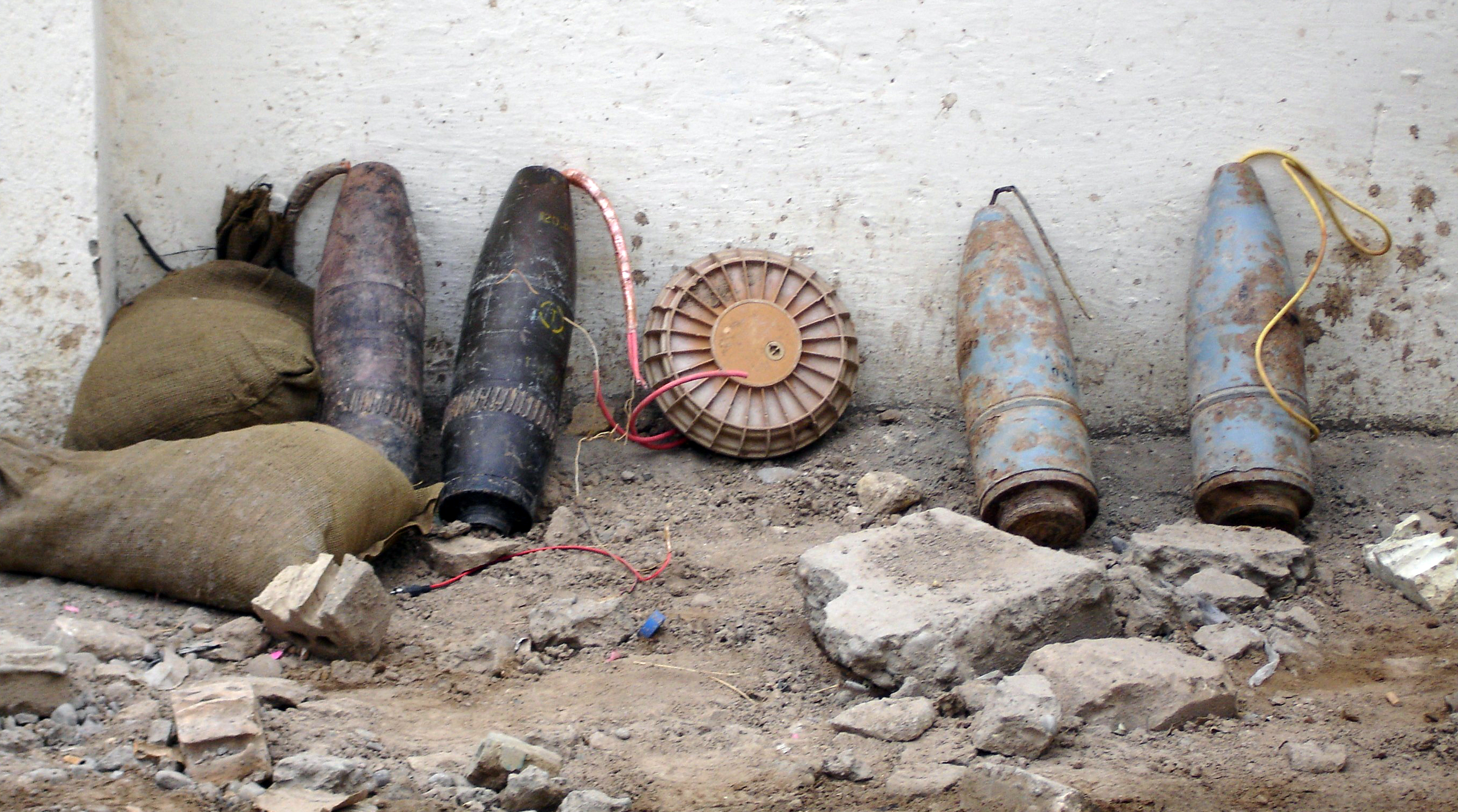
Ordigni esplosivi improvvisati rinvenuti dalla polizia irachena nel 2005, assemblati con granate d'artiglieria e mine anticarro di produzione industriale.

Un ordigno esplosivo improvvisato (in inglese IED, acronimo di Improvised Explosive Device) è una bomba fabbricata in modo improvvisato incorporando sostanze chimiche distruttive, letali, nocive, pirotecniche o incendiarie e progettata per uccidere, distruggere o disabilitare personale o veicoli. In alcuni casi, gli IED vengono utilizzati per distrarre, disturbare o ritardare una forza avversaria, facilitando un altro tipo di attacco. Gli IED possono incorporare esplosivi e componenti di origine militare oppure civile/commerciale, spesso combinando entrambi i tipi, oppure possono essere realizzati con esplosivi, inneschi e altri componenti "fatti in casa" in modo completamente artigianale.
Il termine "IED" fu coniato dall'esercito britannico durante il conflitto in Irlanda del Nord (1968-1998) per riferirsi alle trappole esplosive (booby traps) realizzate dall'IRA, divenendo poi di uso comune negli Stati Uniti durante la Guerra in Iraq del 2003 (2003-2011).

## Tipologie

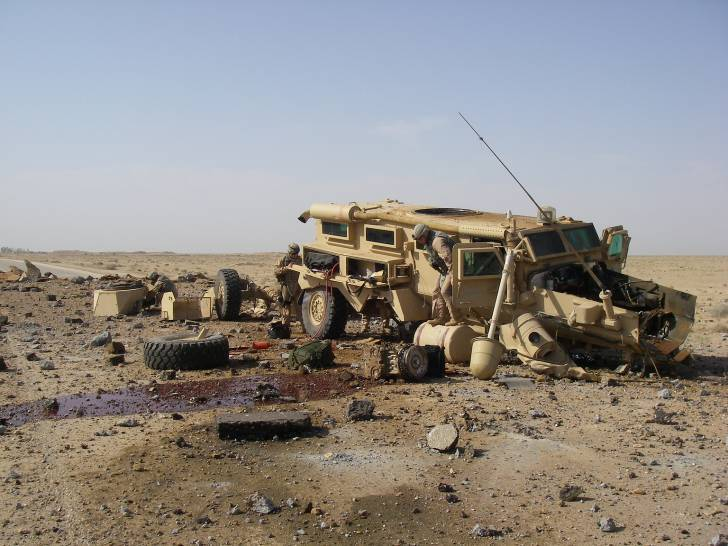
Veicolo da trasporto truppe corazzato Cougar tipo MRAP (Mine Resistant Ambush Protected, "Resistente alle mine e protetto dalle imboscate") delle forze armate USA, distrutto in Iraq nel 2007 da un IED piazzato da insorti.

Essendo dispositivi costruiti in modo artigianale, le tipologie e le caratteristiche degli IED possono essere estremamente variabili, dipendenti dalle capacità tecniche, dall'inventiva e dalle disponibilità economiche e materiali del costruttore.
La natura e il potenziale delle sostanze esplosive contenute negli IED – sia per quanto riguarda la carica esplosiva principale che l'eventuale detonatore – è estremamente variabile: esplosivi di grado militare ottenuti da munizioni convenzionali moderne, come ad esempio tritolo o miscele con RDX; esplosivi civili o improvvisati, come dinamite, miscele ANFO, urea nitrato, TATP, eccetera. Un IED può contenere anche sostanze incendiarie o relative alla guerra chimica, biologica/batteriologica o radiologica/nucleare (cosiddette dirty bombs, "bombe sporche").
Anche gli inneschi sono molto variabili, potendo essere di origine militare o civile, di produzione industriale oppure artigianale: semplici micce; micce detonanti; micce collegate a detonatori; spolette o altri componenti ricavati da ordigni militari; detonatori elettrici collegati a circuiti che possono comprendere batterie, interruttori, temporizzatori, sistemi radio controllati attivati a distanza da un telecomando o da un telefono cellulare, sistemi controllati da sensori a raggi infrarossi, eccetera.
Alcuni IED particolarmente sofisticati possono anche incorporare sistemi antimanomissione o antidisinnesco: fu questo il caso, ad esempio, dell'ordigno preparato da John Birges nel 1980, utilizzato a scopo di estorsione ai danni dell'Harvey's Resort Hotel.

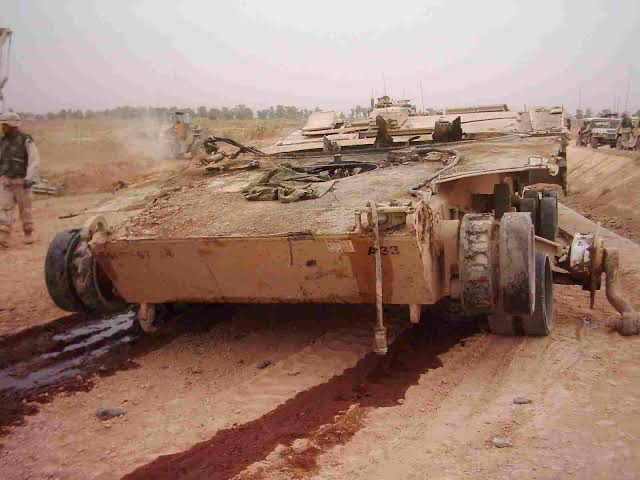
Carro armato M1 Abrams delle forze armate USA, distrutto in Iraq nel 2003 da un IED piazzato da insorti.

Gli IED possono perciò avere forme, dimensioni e prestazioni molto varie, e contenere quantità e tipi differenti di esplosivi o di altre sostanze destinate a danneggiare il bersaglio. Questo rende difficoltoso prevedere con esattezza il loro grado di distruttività, che può essere di modesta entità (tipica di ordigni come i tubi bomba), di media entità (tipica di ordigni equiparabili alle mine anticarro) o di grave entità (tipica di ordigni capaci di abbattere o danneggiare seriamente interi edifici, come nel caso dell'edificio federale "Alfred P. Murrah", o dell'ambasciata USA a Beirut).
Esempi tipici di IED antiuomo sono i tubi bomba o le fugas. Esempi tipici di IED anticarro o antimateriale sono le cariche satchel improvvisate o le cariche cave improvvisate: queste ultime possono essere arrangiate sotto forma di mine terrestri, di granate a mano, di dispositivi di sabotaggio piazzabili direttamente sul bersaglio, di EFPs (acronimo inglese di Explosively Formed Penetrators, ovvero proiettili autoforgianti) capaci di colpire un bersaglio posto a molti metri di distanza, eccetera. Particolari tipi di IED antiaerei furono quelli preparati dai Viet Cong durante la Guerra del Vietnam (1955-1975), capaci di danneggiare o distruggere elicotteri in fase di atterraggio o che volavano a bassa quota.
In alcuni casi un IED può essere "indossato" da un attentatore-suicida, che si fa poi esplodere in prossimità del bersaglio.
Un famoso ordigno esplosivo improvvisato antiuomo fu la bomba utilizzata dai partigiani dei GAP che, il 23 marzo 1944 a Roma, in via Rasella, servì per colpire una colonna militare tedesca in marcia: «dodici chili di tritolo pressati in un contenitore metallico, di ghisa, con accanto altri sei chili di esplosivo e pezzi sfusi di ferro che sarebbero divenuti micidiali schegge; il tutto piazzato nel carrettino della spazzatura. Il contenitore di ghisa venne fabbricato dai membri della Sap Romana Gas di via Ostiense».
Un famoso ordigno esplosivo improvvisato anticarro fu la bomba attribuita alla Rote Armee Fraktion che, il 30 novembre 1989 a Bad Homburg vor der Höhe, uccise Alfred Herrhausen, banchiere tedesco a capo della Deutsche Bank e membro direttivo del gruppo Bilderberg, riuscendo a perforare la blindatura della limousine Mercedes su cui viaggiava: un ordigno tipo EFP, o una simile carica a piastra (platter charge).
Altri noti esempi di IED, non particolarmente letali ma certamente nocivi, furono quelli realizzati da Unabomber, soprannome dello statunitense Theodore Kaczynski, a partire dalla fine degli anni '70, e dal suo emulo italiano a partire dagli anni '90.
Recentemente, lo sviluppo della tecnologia dei droni ha comportato la nascita di una nuova tipologia di IED: piccoli droni civili/commerciali a basso costo, modificati per trasportare una carica esplosiva, allo scopo di sganciare tale carica sul bersaglio o di schiantarsi contro di esso (droni kamikaze).

## Utilizzo
Gli IED sono costruiti prevalentemente da individui, gruppi od organizzazioni non statali (gruppi rivoluzionari, formazioni partigiane di resistenza, organizzazioni terroristiche, ecc.) che li impiegano nell'ambito di strategie e tattiche di guerriglia. Più raramente, gli IED possono essere costruiti e utilizzati da unità commando o forze speciali regolari come strumenti di petite guerre, guerra asimmetrica o guerra ibrida, in contesti nei quali sarebbe proibitivo ricevere rifornimenti di munizioni standard dal loro Paese d'origine a causa di problemi logistici o di sicurezza (rischio di incidenti diplomatici).
L'efficacia degli IED, anche contro forze armate regolari di rilievo, è provata da vari esempi storici.
Durante la Guerra del Vietnam, il 33% dei feriti e il 28% dei decessi inflitti alle forze armate USA furono ufficialmente attribuiti alle mine (tuttavia queste cifre includono sia le perdite causate dagli IED sia quelle causate da mine di fabbricazione industriale).
Durante la Guerra in Iraq del 2003, gli insorti utilizzarono ampiamente IED contro le forze guidate dagli USA e, alla fine del 2007, tali ordigni erano responsabili di circa il 63% delle morti della coalizione.
Gli IED furono utilizzati anche nella Guerra in Afghanistan (2001-2021) da parte di gruppi di insorti locali, causando oltre il 66% delle vittime della coalizione guidata dagli USA.

## Esempi di ordigni esplosivi improvvisati

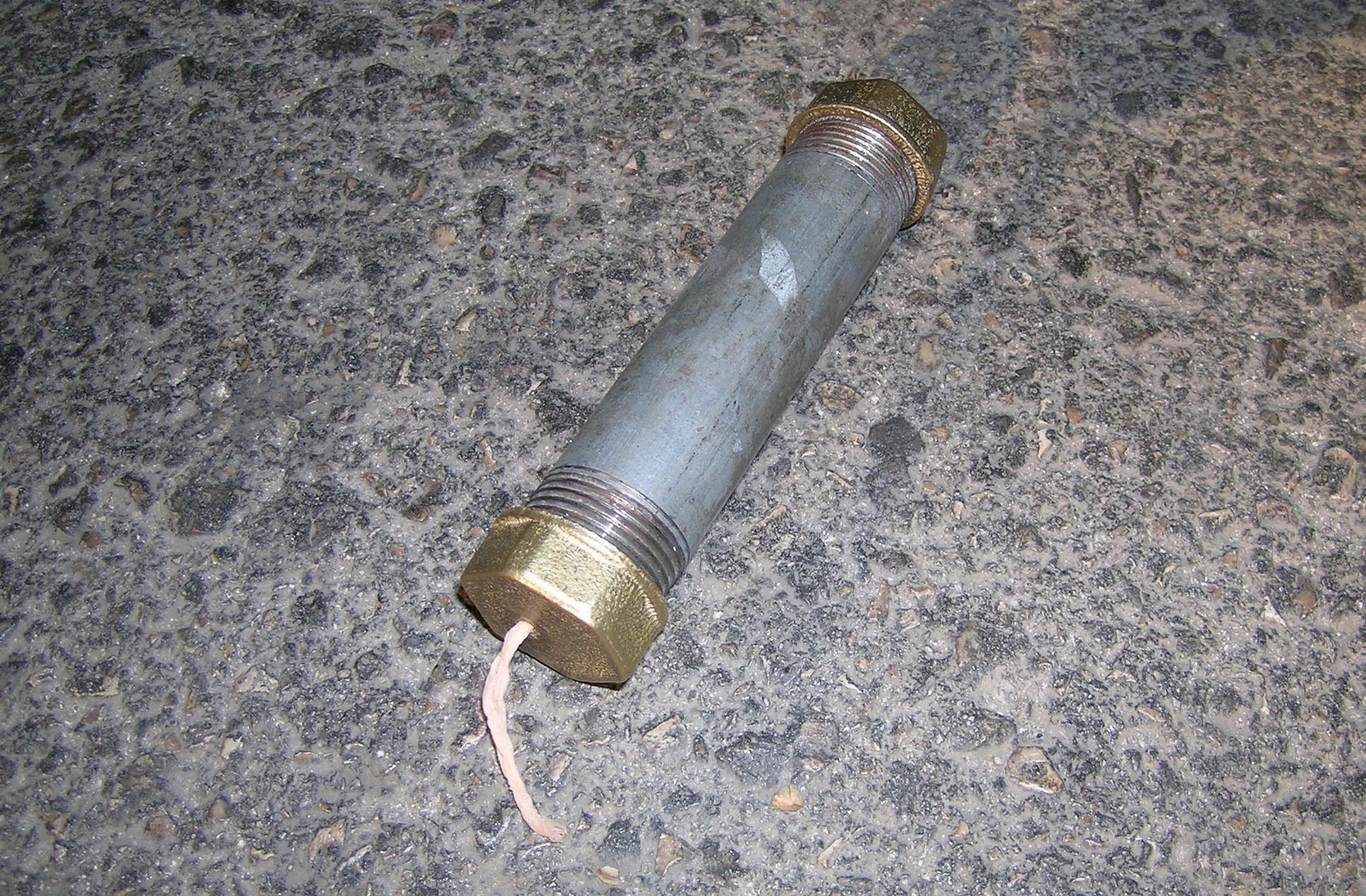
1) Un tubo bomba (pipe bomb).
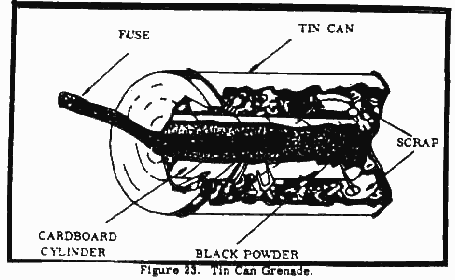
2) Diagramma di una granata a lattina (tin can grenade).
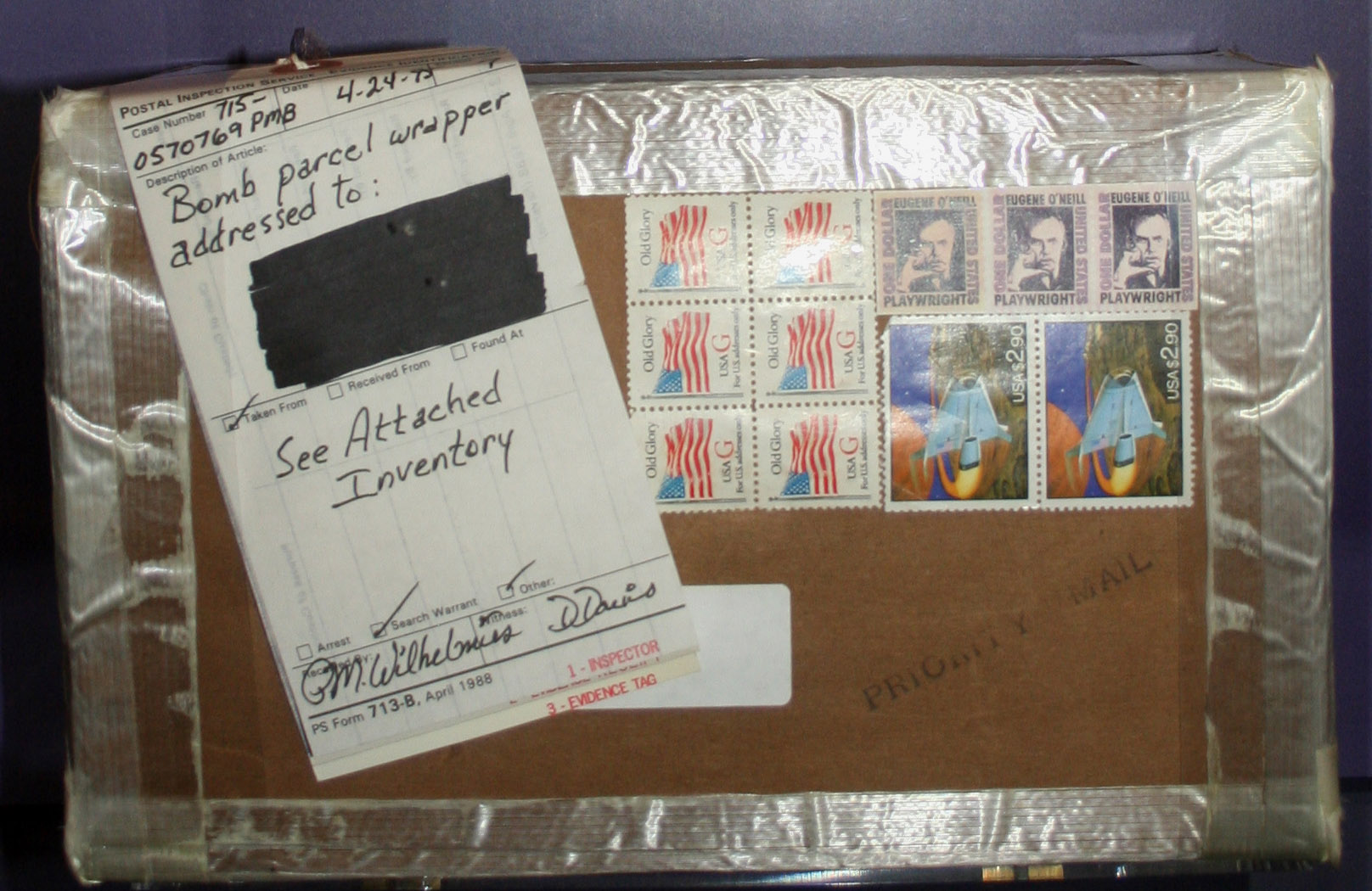
3) Un pacco bomba.
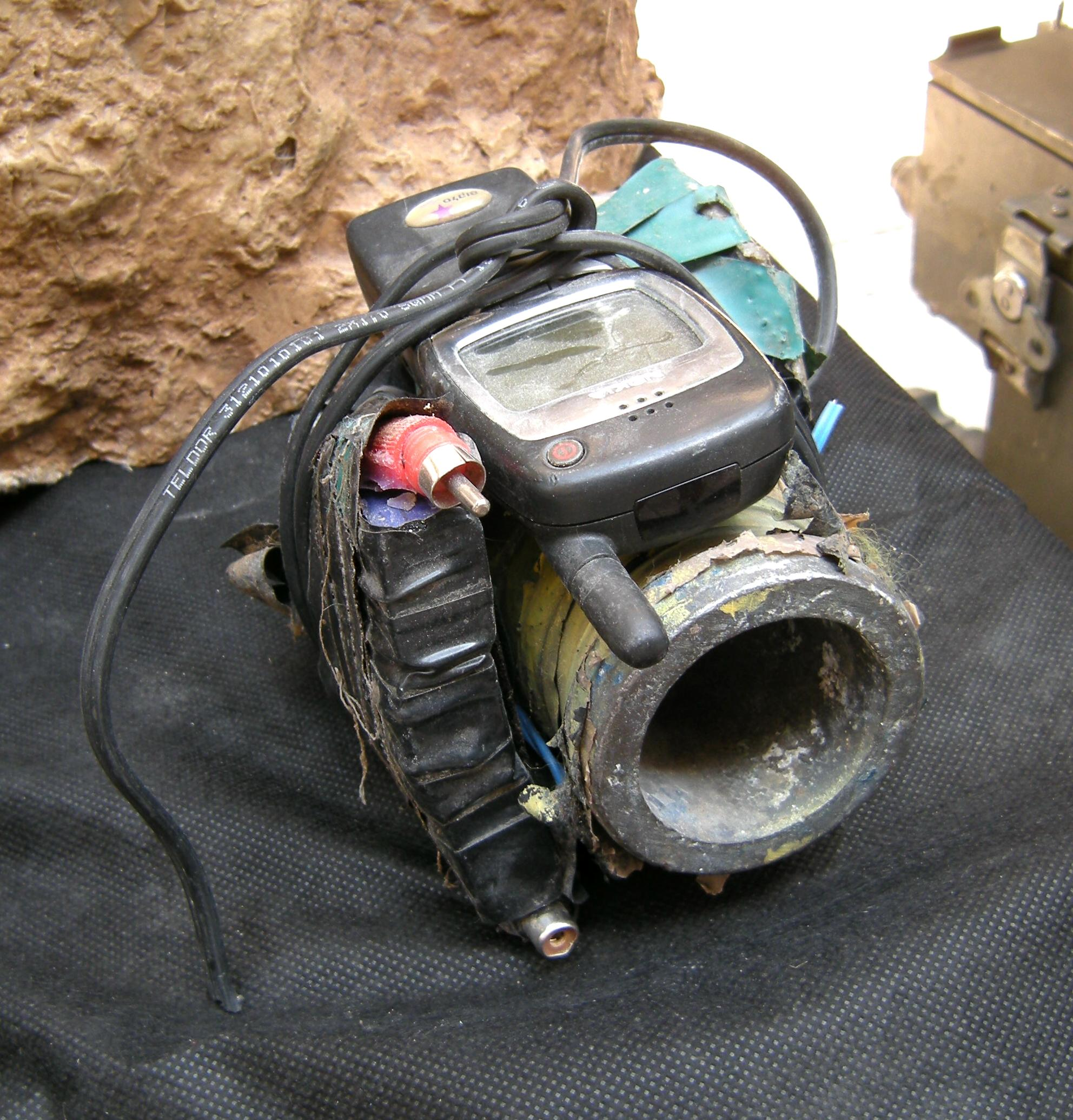
4) Un sistema d'innesco improvvisato, realizzato con un telefono cellulare modificato.
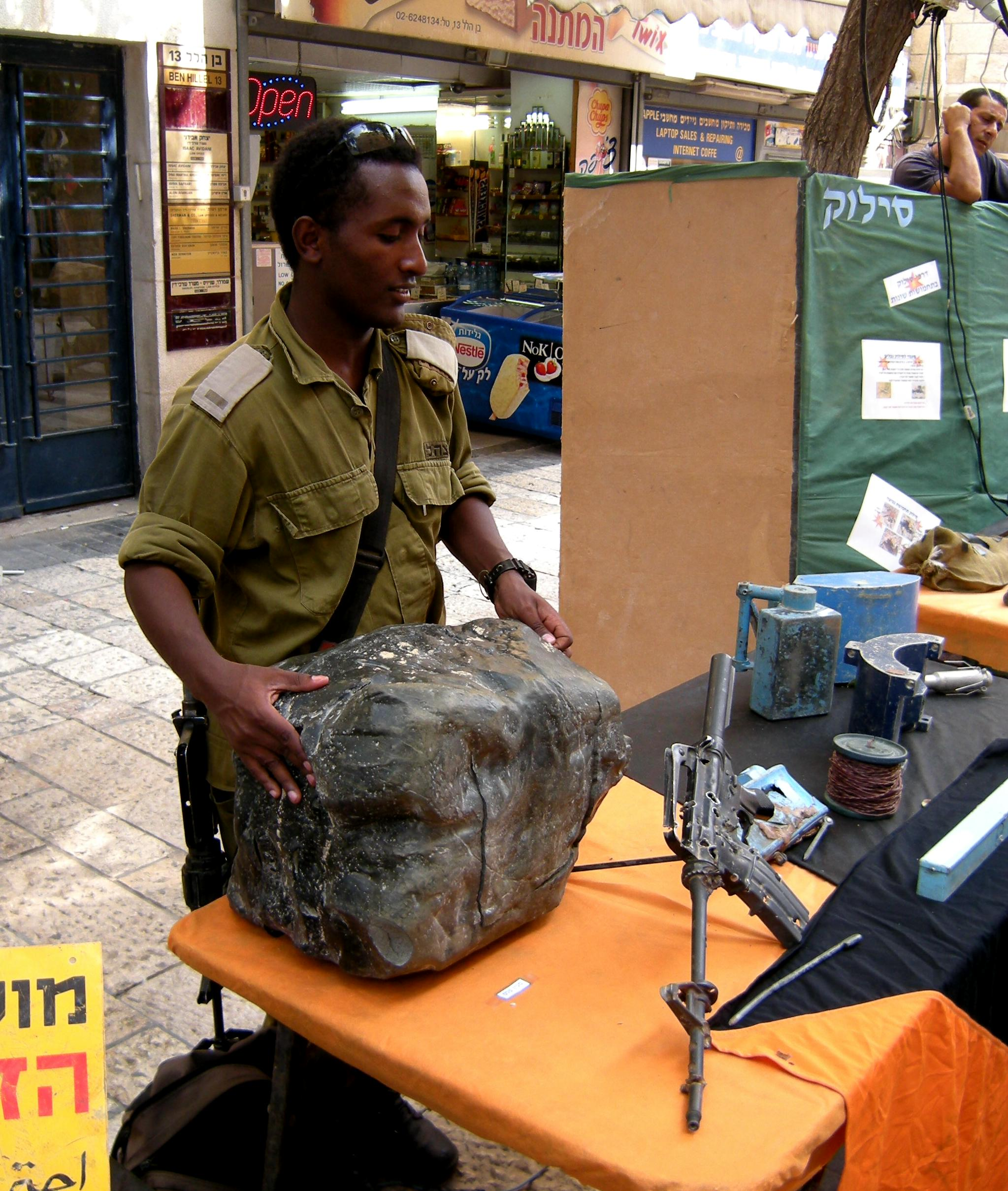
5a) Una finta pietra, realizzata in plastica, contenente una carica esplosiva e un detonatore.
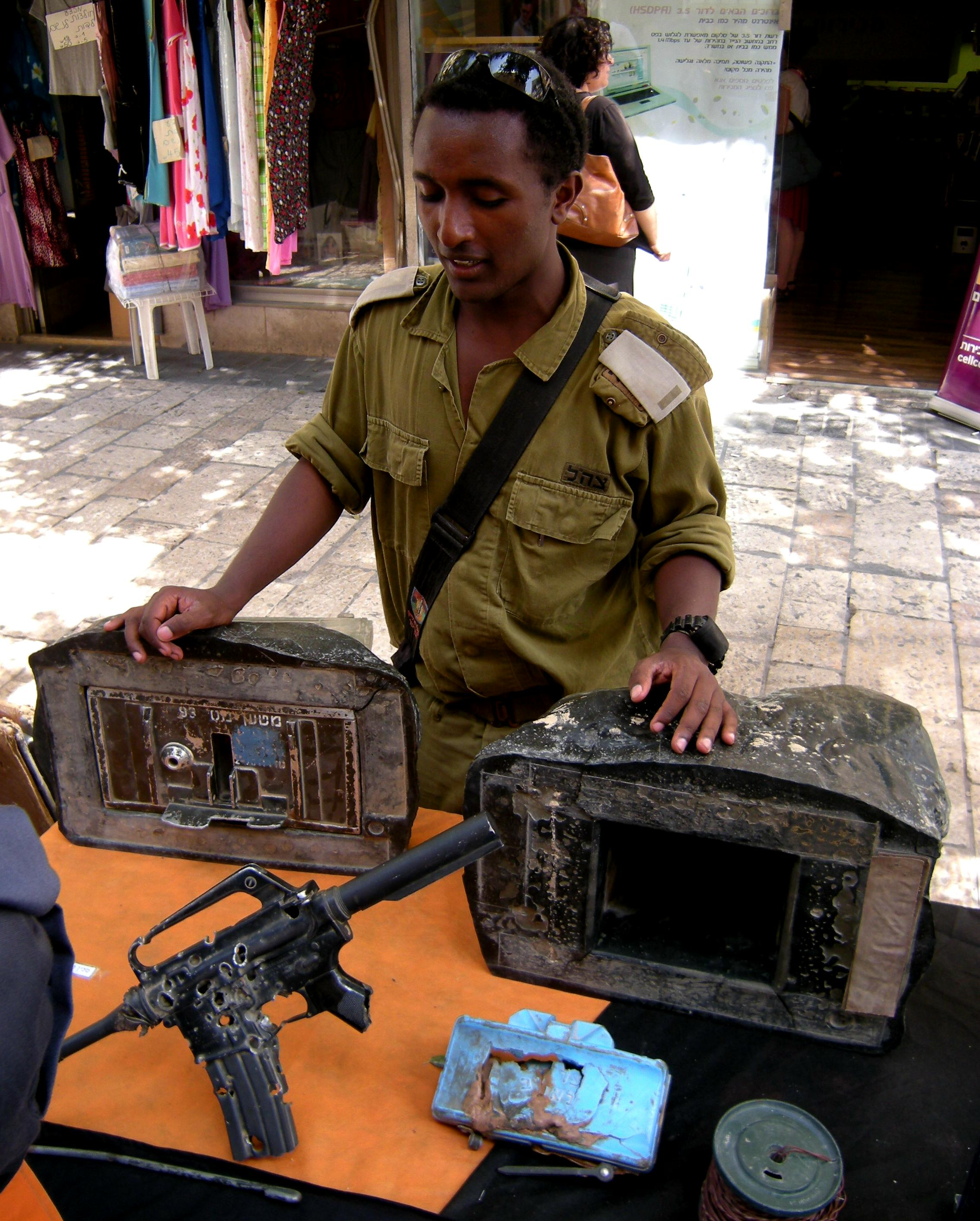
5b) La finta pietra smontata.
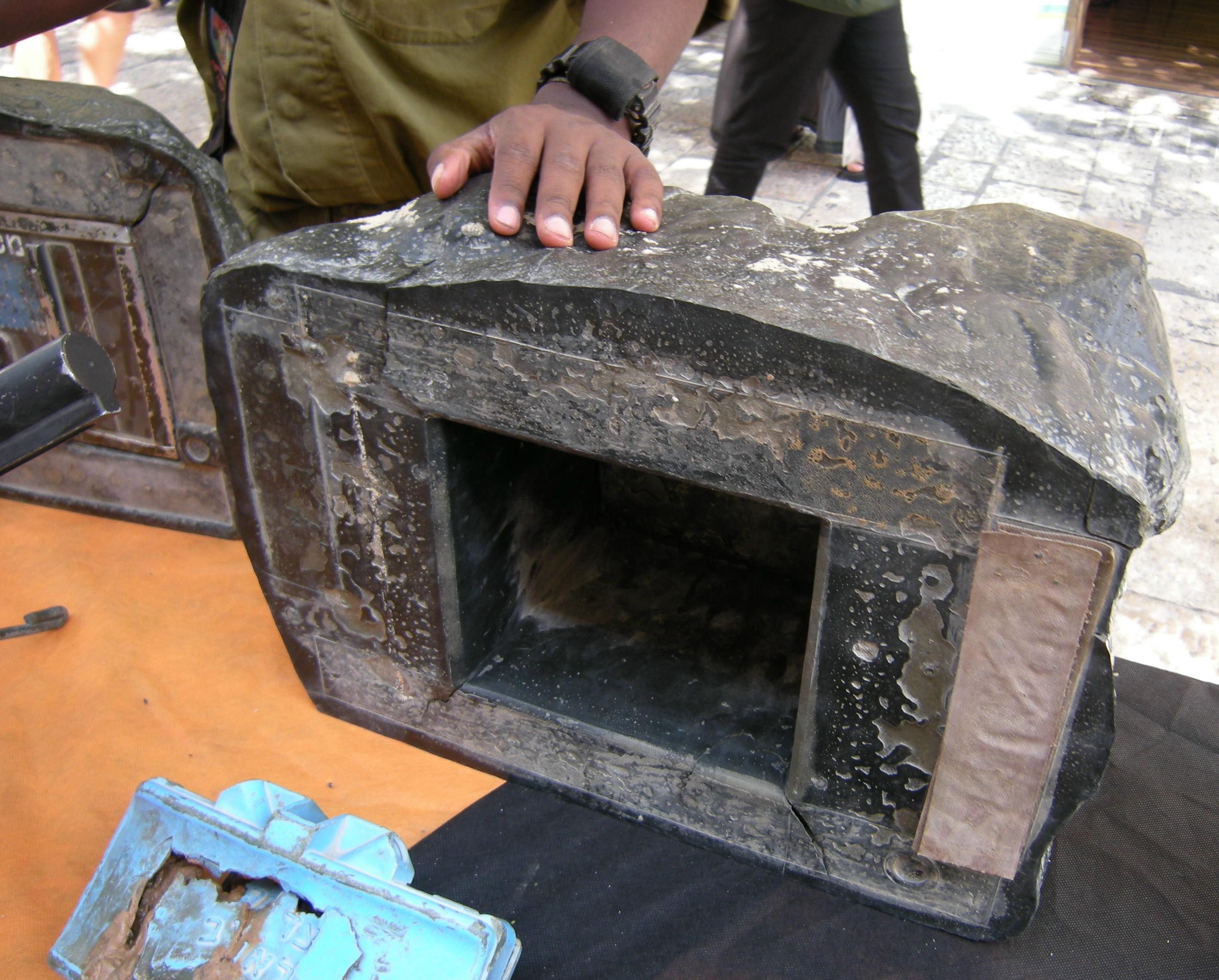
5c) Vano interno alla finta pietra, per contenere l'esplosivo.
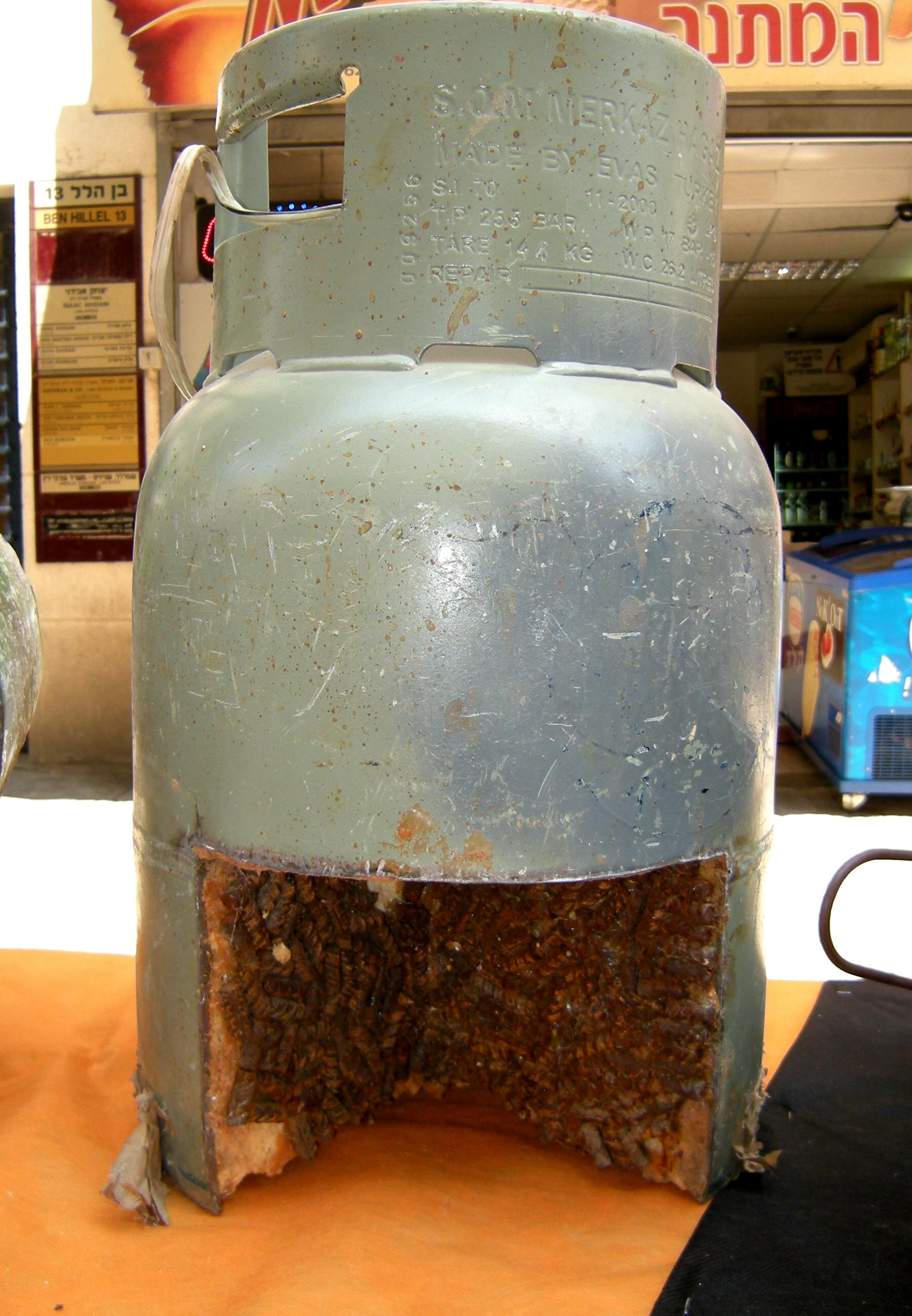
6a) Una bombola del gas modificata, imbottita di esplosivo e pezzi metallici impiegati come schegge.
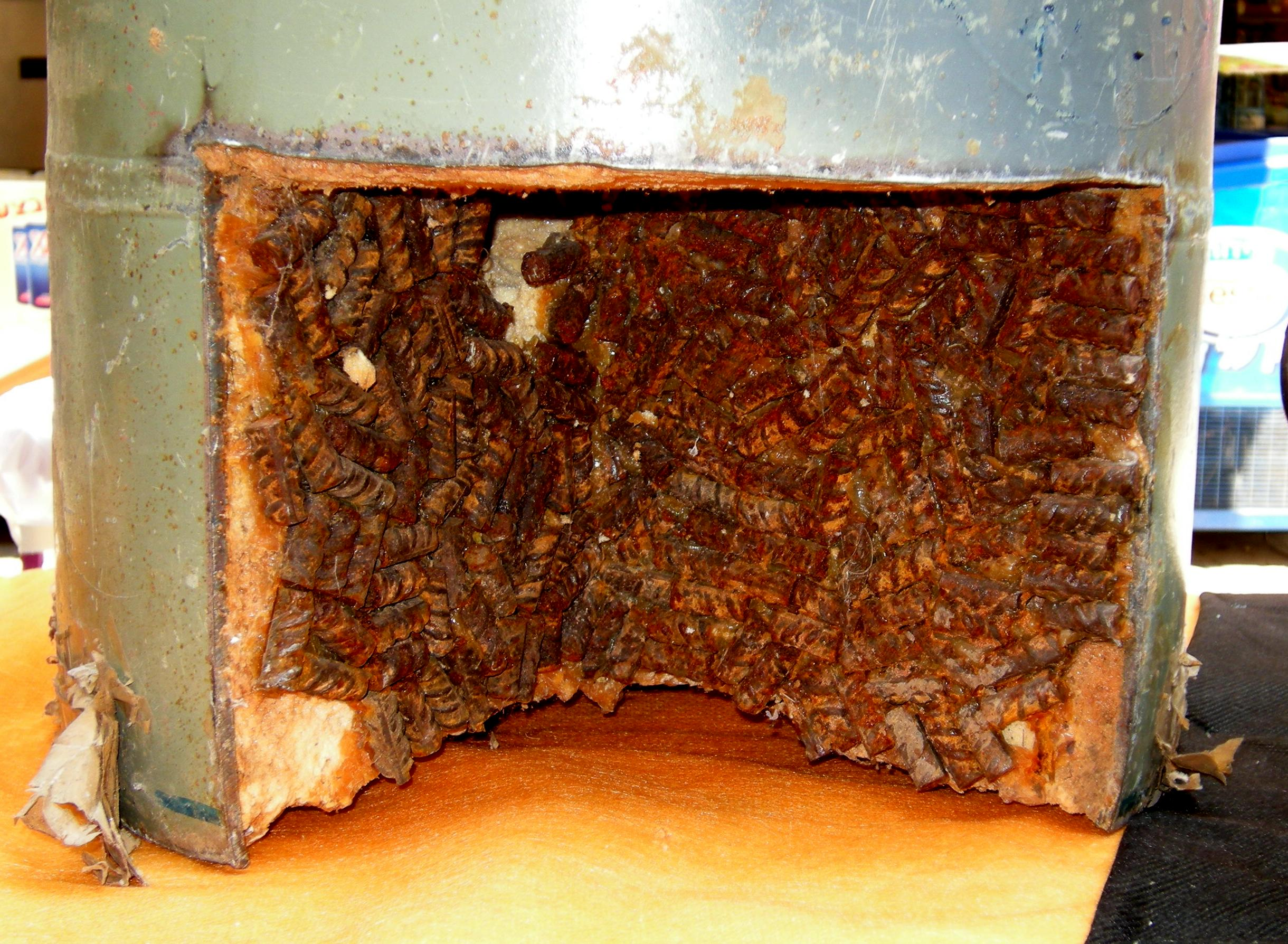
6b) Dettaglio dell'interno della bombola modificata, sezionata a scopo espositivo.
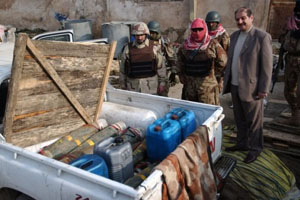
7) Un'auto bomba, in questo caso un pick-up, equipaggiata con granate d'artiglieria e taniche piene di benzina.
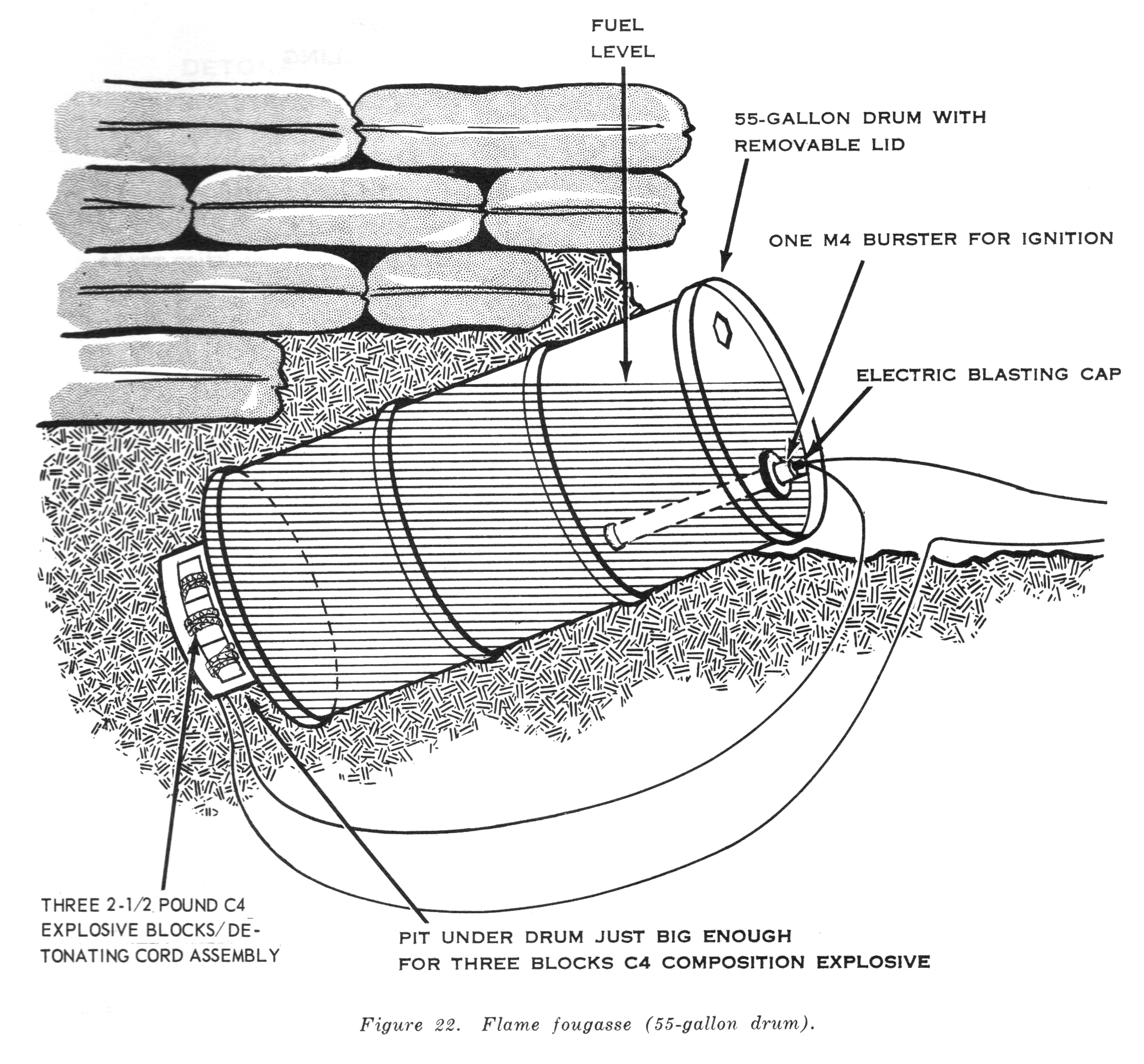
8) Diagramma di una fugas incendiaria, costituita da un barile pieno di liquido infiammabile e incendiario, da una carica esplosiva posta sotto il barile, e da spezzoni di miccia detonante che innescano la carica esplosiva.
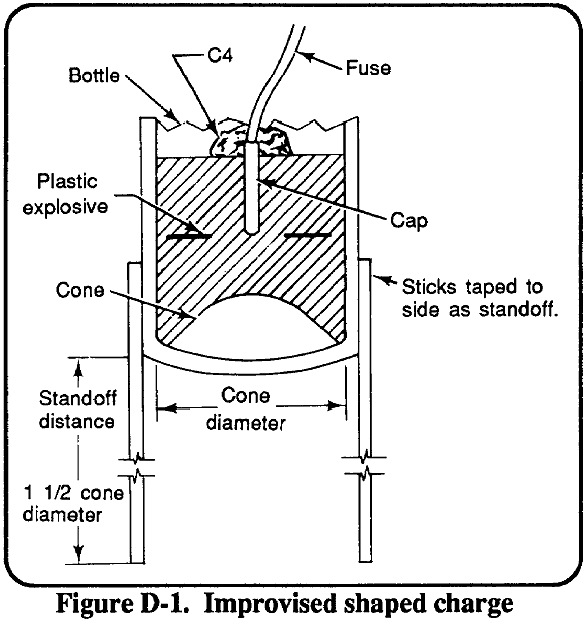
9) Diagramma di una carica cava, realizzata con la metà inferiore di una bottiglia di vetro. Questo ordigno è concepito per essere piazzato direttamente sulla superficie del bersaglio.
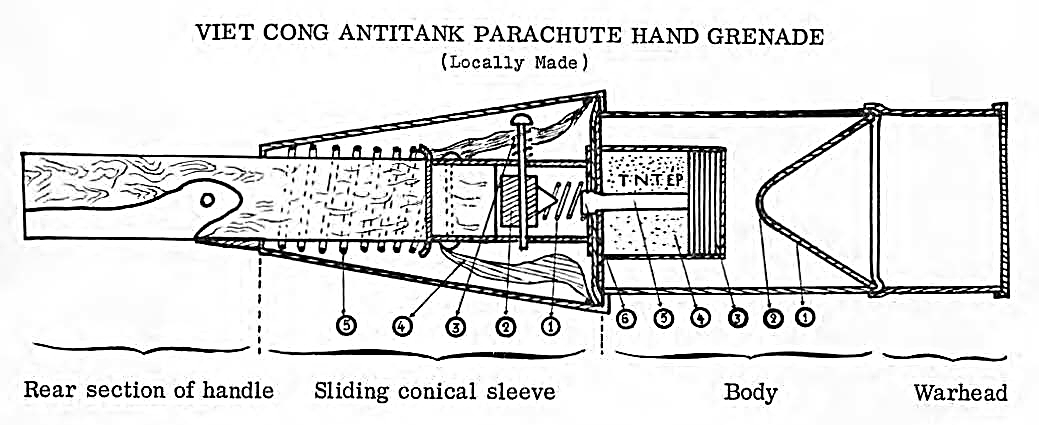
10) Diagramma di una carica cava, incorporata in una granata a mano anticarro costruita artigianalmente dai Viet Cong. Nell'impugnatura della granata, oltre al meccanismo d'innesco, c'è un piccolo paracadute costituito da pezzi di stoffa e da un cono di lamiera leggera, che entra in funzione subito dopo il lancio per orientare la granata in volo, consentendole così di colpire il bersaglio perpendicolarmente.
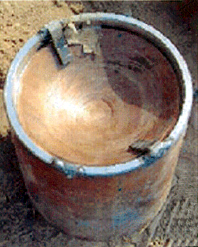
11) Un EFP (sigla inglese di Explosively Formed Penetrator, ovvero un proiettile autoforgiante), realizzato con un disco concavo di rame.
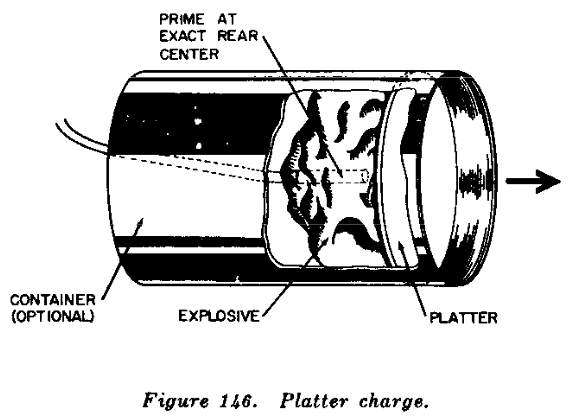
12) Diagramma di una carica Platter o a piastra, realizzata con un disco piatto di acciaio. Questo ordigno funziona in modo simile a un EFP: le uniche differenze sono che la piastra metallica è piatta e che la carica esplosiva non presenta una cavità.
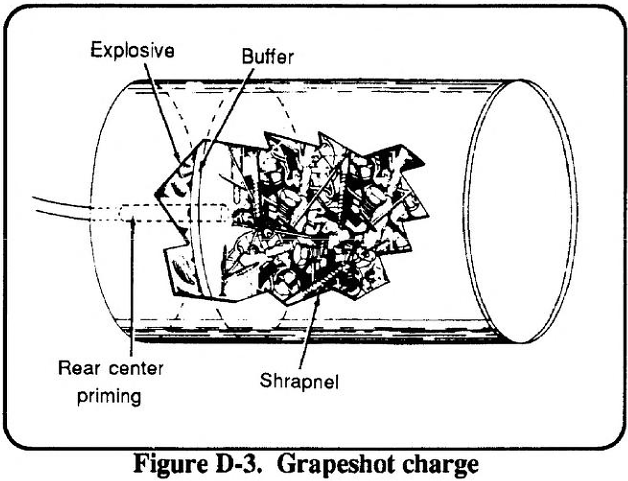
13) Diagramma di una carica Grapeshot o a mitraglia, realizzata con viti, dadi, chiodi, bulloni, ecc. che fungono da proiettili "shrapnel". Questo ordigno è concepito per funzionare in modo simile a una mina direzionale tipo Claymore.
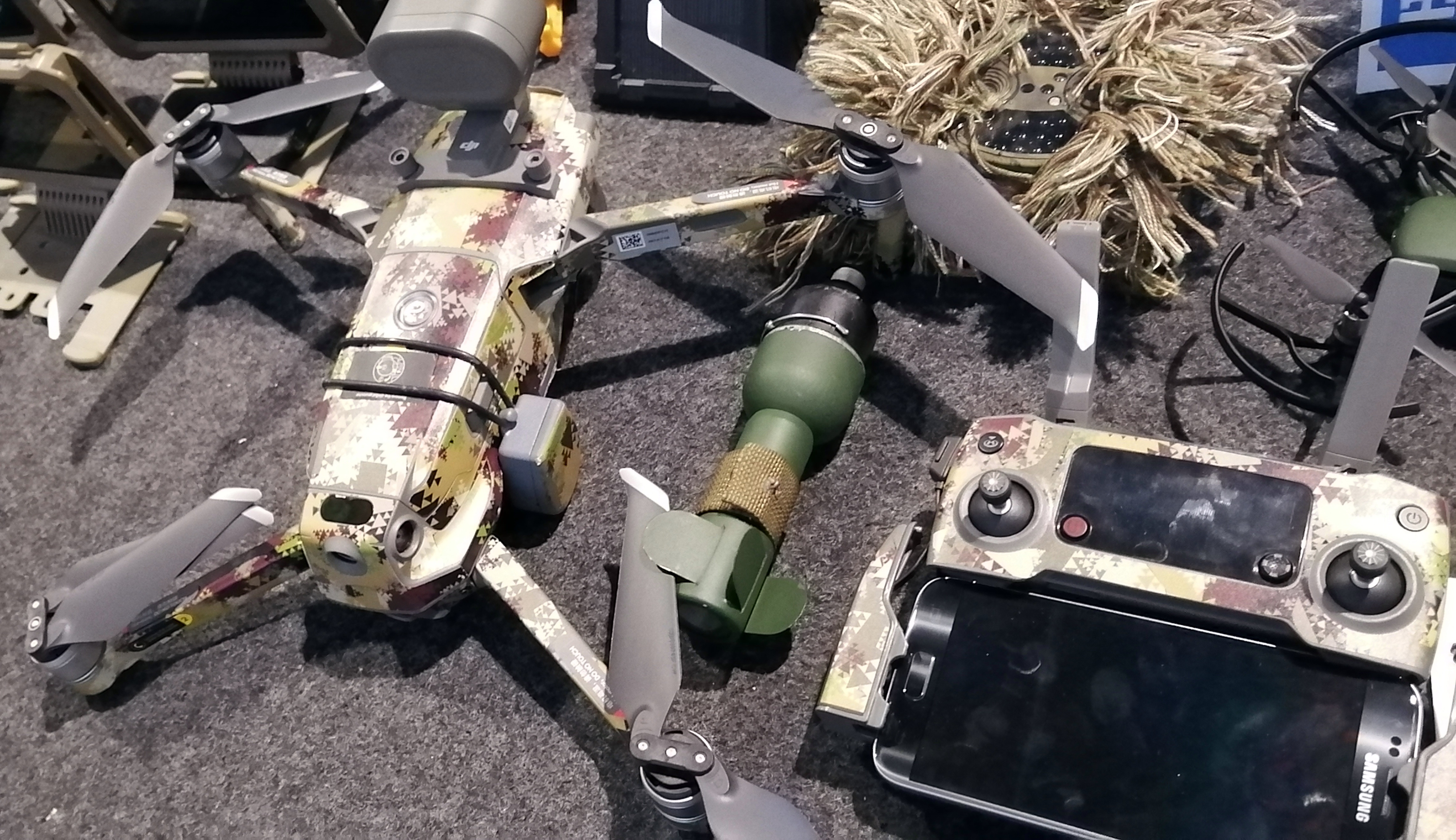
14) Un drone civile, modificato per trasportare un ordigno esplosivo.